# افشین خائف
افشین خائف (متولد ۱۲ دی ۱۳۵۸ در شیراز) آهنگساز و رهبر ارکستر است که در شهر استکهلم در سوئد زندگی می‌کند.

## زندگی‌نامه
افشین خائف در دانشگاه سلطنتی موسیقی استکهلم، دانشکده موسیقی پیتیو و دانشگاه استاوانگر در نروژ تحصیل کرده و در حال حاضر دکترای خود را در رشته آهنگسازی موسیقی در دانشگاه ساسکس انگلستان انجام می‌دهد.
او مؤسس گروه کُر آفتاب در استکهلم است و در طول مدّت فعالیت‌های هنریش با ارکسترها و آنسامبل‌های متعدّدی در اروپا همکاری داشته که ازین جمله می‌توان از ارکستر سودرالاتین، ارکستر سمفونی آکادمیسکا، ارکستر سمفونی جوانان در استکهلم و استکهلم کنسرت ارکسترا نام برد. آثار وی بیشتر در قالب موسیقی ارکسترال است اما علاقه او به تجربه در نوشتن او را به خلق قطعاتی در فرم و ترکیبهای متفاوت سوق داده‌است. افشین خائف کنسرت‌هایی با ترکیب ارکستر و آواز را در استکهلم به روی صحنه برده‌است.

## کنسرت‌ها
- کنسرت "عشاقنامه" می ۲۰۱۵ در سالن موزیکالیسکا شهر استکهلم
- کنسرت "پرشین اپیلوگ[۱][۲][۳]" بر اساس داستان آرش کمانگیر نوامبر ۲۰۱۷ در سالن بردوالدهالن شهر استکهلم
- کنسرت "سمفونیک ادیسه ۲۰۲۰[۴]" با خوانندگی محسن نامجو فوریه ۲۰۲۰ در سالن بردوالدهالن شهر استکهلم
- کنسرت "زنگ های پیروزی[۵]" شامل دو قسمت مای ۲۰۲۴ در سالن بروالدهالن شهر استکهلم. قسمت دوم کنسرت "افسانه کیومرث" بر اساس داستان کیومرث در شاهنامه  می باشد.